# Cabana Colony
Cabana Colony è un census-designated place (CDP) degli Stati Uniti d'America, nella contea di Palm Beach.